# The Diving Board
The Diving Board é o 29º álbum de estúdio do cantor e compositor inglês Elton John, lançado em 16 de setembro de 2013. O álbum ficou em 3º lugar na UK Albums Chart, a colocação mais alta do artista desde Songs of the West Coast, de 2001; Nos Estados Unidos, ficou em 4º lugar pela Billboard 200, a colocação mais alta desde Blue Moves de 1976. Contudo, após 8 semanas de lançado o álbum saiu da listagem das tabelas. 
O single de estreia, intitulado "Home Again", foi lançado em 24 de junho de 2013, o mesmo dia em que o álbum completo foi disponibilizado para pré-compra. Em 28 de agosto, um videoclipe da canção "Mexican Vacation (Kids in the Candlelight)" foi lançado no canal do artista do YouTube. Foi o primeiro álbum de estúdio do artista sem sua banda regular.

## Lista de faixas
Todas as faixas escritas e compostas por Bernie Taupin e Elton John. 
| N.º | Título                                       | Duração |  |
| 1.  | "Oceans Away"                                | 3:58    |  |
| 2.  | "Oscar Wilde Gets Out"                       | 4:35    |  |
| 3.  | "A Town Called Jubilee"                      | 4:29    |  |
| 4.  | "The Ballad of Blind Tom"                    | 4:12    |  |
| 5.  | "Dream #1" (instrumental)                    | 0:39    |  |
| 6.  | "My Quicksand"                               | 4:46    |  |
| 7.  | "Can't Stay Alone Tonight"                   | 4:48    |  |
| 8.  | "Voyeur"                                     | 4:16    |  |
| 9.  | "Home Again"                                 | 5:01    |  |
| 10. | "Take This Dirty Water"                      | 4:24    |  |
| 11. | "Dream #2" (instrumental)                    | 0:43    |  |
| 12. | "The New Fever Waltz"                        | 4:38    |  |
| 13. | "Mexican Vacation (Kids in the Candlelight)" | 3:33    |  |
| 14. | "Dream #3" (instrumental)                    | 1:36    |  |
| 15. | "The Diving Board"                           | 5:55    |  |

## Recepção

### Recepção crítica
The Diving Board foi bem recebido pela crítica geral com elogios ao "grande retorno à forma" de John, sendo tido como "um dos melhores álbuns recentes" do artista. Alan Light da Rolling Stone deu uma classificação de 4 estrelas para o álbum, elogiando sua "instrumentação e foco" e dizendo que "John recuperou seu senso de possibilidade musical". Robert Hilburn destacou as "canções flexíveis e muito bem trabalhadas" que celebram o passado de forma "nova e reveladora". Hilburn afirmou ainda que se as canções do álbum tivessem sido lançadas na década de 1970, John "ainda seria aplaudido" na casa de shows Troubador, de Hollywood.
A revista Rolling Stone posicionou o álbum em 25º lugar entre os "50 Melhores de 2013".

## Desempenho comercial

### Posições nas paradas musicais
| Parada musical (2013)                 | Melhor posição |
| ------------------------------------- | -------------- |
| Austrália - ARIA Charts               | 26             |
| Áustria - Ö3 Austria Top 40           | 13             |
| Bélgica - Ultratop (Flandres)         | 33             |
| Bélgica - Ultratop (Valónia)          | 20             |
| Canadá - Canadian Albums Chart        | 7              |
| Dinamarca - Hitlisten                 | 6              |
| Estados Unidos - Billboard 200        | 4              |
| França - SNEP                         | 24             |
| Irlanda - Irish Albums Chart          | 14             |
| Itália - FIMI                         | 12             |
| Reino Unido - Official Charts Company | 3              |

### Certificações
| País/Região | Associação | Certificação |
| ----------- | ---------- | ------------ |
| Reino Unido | BPI        | Prata        |

## Histórico de lançamento
| País/Região            | Data de lançamento     | Formato(s)             | Selo            |
| ---------------------- | ---------------------- | ---------------------- | --------------- |
| Austrália              | 13 de setembro de 2013 | CD LP download digital | Mercury Records |
| Reino Unido            | 16 de setembro de 2013 | CD LP download digital | Mercury Records |
| Estados Unidos/ Canadá | 24 de setembro de 2013 | CD LP download digital | Capitol Records |